# Естебан Альварадо
Естебан Альварадо Браун (ісп. Esteban Alvarado Brown; нар. 28 квітня 1989, Сікіррес) — костариканський футболіст, воротар. Нині виступає за футбольний клуб «АЗ». Гравець збірної Коста-Рики.
21 грудня 2011 під час матчу «Аякс» — «АЗ» Естебана було вилучено через сутичку з фаном «Аякса».
Останній вибіг на поле і спробував напасти на голкіпера, проте Естебан повалив нападника на землю й завдав йому два удари по ногах. Після вилучення воротаря тренер АЗ Гертьян Вербек зняв команду з матчу. Згодом червону картку було скасовано, а гру постановили переграти при порожніх трибунах. 19-літнього фана «Аякса» було засуджено до 6 місяців ув'язнення, 2-річної заборони відвідувати матчі в Нідерландах та 30-річної заборони відвідувати домашні матчі «Аякса».

## Титули і досягнення
- Чемпіон КОНКАКАФ (U-20): 2009
- Володар Кубка Нідерландів з футболу: 2012-13